# Volby v polovině mandátu
Volby v polovině mandátu (anglicky: Midterm election), česky také volby v polovině funkčního období (prezidenta) či průběžné volby, jsou volby konané přibližně v polovině funkčního období hlavy státu. Pojem se vztahuje k volbám v prezidentských, případně poloprezidentských režimech, kde jsou prezidentské volby nejdůležitějšími volbami. Jedná se o volby parlamentní, které se nepřekrývají s volbou hlavy státu, na jejíž výsledek na konci období však mají vliv. V průběžných volbách voliči fakticky hodnotí první polovinu prezidentova mandátu. Tento typ voleb se koná například ve Spojených státech amerických, Argentině, Mexiku či na Filipínách.

## Americké volby v polovině mandátu
Souboj ve volbách do Kongresu Spojených států amerických se odehrává každé dva roky. Členové obou komor Kongresu jsou voleni tradičně první úterý po prvním pondělí v listopadu. Američané ve většině států mají také možnost hlasovat v předstihu, a to buď osobně, poštou nebo přes internet. Vzhledem k tomu, že funkční období prezidenta je čtyřleté, každé druhé kongresové volby se odehrávají v polovině prezidentského mandátu.
Převážně v nich kandidáti usilují o znovuzvolení. Kromě toho Američané hlasují o obsazení dalších klíčových státních postů. Ve většině amerických států jsou voleni guvernéři, zákonodárci v jednotlivých státech a řada zastupitelů na nižších úrovních.V některých  státech při nich  lidé rozhodují také v referendech. Z hlediska medializace, mezinárodní pozornosti a v neposlední řadě také voličské účasti se jim nedostává takového zájmu. Pro volební účast v těchto volbách všeobecně platí, že v porovnání s volbami prezidentskými, při kterých dosahuje účast okolo 50 %, bývá zhruba o třetinu nižší. 

### Funkce voleb v polovině mandátu
Výsledky voleb bývají chápány jako transparentní projekce veřejného mínění,a také jako určitá předpověď toho, jak by mohly dopadnout volby (prezidentské) za dva roky, a jak se tedy změní politický směr a rytmus americké politiky, nebo jestli bude zachována politická kontinuita. Tyto volby jsou jasným ukazatelem prezidentovi popularity. Voliči tedy kromě toho, že volí své zástupce do Kongresu, jich často využívají k vyjádření svého souhlasu či nesouhlasu s politikou prezidenta a jsou indikátorem jeho popularity. Proto ve většině případů vítězí spíše kandidáti z jiných stran, než kterých je prezident vůdcem. Prezidentova strana podporu většinou ztrácí.  Hlava státu musí z průběžných voleb vyvozovat řadu důsledků. Mohou sloužit jako nástroj pro nastínění výsledků prezidentských voleb. Ztráta většiny v Kongresu může ztížit přijímání zákonů.

### Podmínky ke kandidatuře
V Ústavě Spojených států jsou jasně dané podmínky: „Členem Sněmovny reprezentantů může být osoba, která dosáhla věku 25 let, je 7 let občanem Spojených států a obyvatelem státu, ve kterém bude volena." Senátor musí mít minimální věk 30 let a být alespoň 9 let občanem USA.
Kandidáti ze stran demokratů a republikánů v jednotlivých volebních obvodech, jsou nejprve vybíráni v primárních volbách, jejichž cílem je vybrat vhodného kandidáta v rámci stranických bojů, kterého bude daná strana následně podporovat. Pravidla pro členy pocházející z nezávislých a třetích stran se liší dle zákonů jednotlivých států. 
Zástupci Senátu se v každém státě volí ve dvou volebních okrscích. Počet okrsků pro zástupce do Sněmovny se určuje podle počtu zástupců ve Sněmovně. Americký volební systém je většinový, jednokolový. Tedy vítěz „bere vše“. Kandidát pro své zvolení potřebuje většinu všech hlasů v daném volebním okrsku.

### Výsledky a dopady
Kongresové volby jsou někdy považovány za občanské referendum, reagující na politiku úřadujícího  prezidenta. Ve většině případů v nich prezidentova strana ztrácí, čímž prezident přichází o stabilní pozici v zákonodárném sboru.
Prezident je v mnoha směrech ve výkonu svého úřadu omezen postojem Kongresu. Výkon exekutivy náleží prezidentskému úřadu, legislativní moc je svěřena Kongresu a poslední složka moci spadá pod výkon soudů. Státní orgány nejsou však v aplikaci své moci zcela neomezené. Princip brzd a protivah přiznává jednotlivým orgánům možnost kontroly nad ostatními složkami a zamezuje tak uchvácení veškeré státní moci jednou z nich. Senát tak například musí souhlasit se zahraničními smlouvami, které prezident uzavírá. Změna ve složení zákonodárného orgánu a rozložení stranických vah v komorách má dopad na definování prezidentské politiky.

#### Tabulka výsledků
Výsledky průběžných voleb od roku 1934 a znázornění zisků či ztrát křesel v Kongresu prezidentské strany ve průběžných volbách.
| Rok  | Prezident                 | Strana        | Sněmovna | Senát |
| ---- | ------------------------- | ------------- | -------- | ----- |
| 1934 | Franklin Delano Roosevelt | demokratická  | +9       | +9    |
| 1938 | Franklin D. Roosevelt     | demokratická  | –71      | –6    |
| 1942 | Franklin D. Roosevelt     | demokratická  | –55      | –9    |
| 1946 | Harry S. Truman           | demokratická  | –45      | –12   |
| 1950 | Harry S. Truman           | demokratická  | –29      | –6    |
| 1954 | Dwight D. Eisenhower      | republikánská | –18      | –1    |
| 1958 | Dwight D. Eisenhower      | republikánská | –48      | –13   |
| 1962 | John F. Kennedy           | demokratická  | –4       | +3    |
| 1966 | Lyndon B. Johnson         | demokratická  | –47      | –4    |
| 1970 | Richard Nixon             | republikánská | –12      | +2    |
| 1974 | Gerald R. Ford (Nixon)    | republikánská | –48      | –5    |
| 1978 | Jimmy Carter              | demokratická  | –15      | –3    |
| 1982 | Ronald Reagan             | republikánská | –26      | +1    |
| 1986 | Ronald Reagan             | republikánská | –5       | –8    |
| 1990 | George H. W. Bush         | republikánská | –8       | –1    |
| 1994 | William J. Clinton        | demokratická  | –52      | –8    |
| 1998 | William J. Clinton        | demokratická  | +5       | 0     |
| 2002 | George W. Bush            | republikánská | +8       | +2    |
| 2006 | George W. Bush            | republikánská | –30      | –6    |
| 2010 | Barack Obama              | demokratická  | –63      | –6    |
| 2014 | Barack Obama              | demokratická  | –13      | –9    |
| 2018 | Donald Trump              | republikánská | –41      | +2    |
| 2022 | Joe Biden                 | demokratická  | –9       | +1    |

### Výsledky voleb v polovině mandátu 2014
V průběžných volbách 4. listopadu 2014, kdy se volilo 435 členů Sněmovny reprezentantů a třetina senátorů, zvítězili republikáni na úkor demokratů. Oproti volbám v roce 2010 se změnil poměr v Senátu. Republikáni získali osm nových křesel, posílili na 53 senátorů a získali většinu. Tento výsledek byl očekávaný již před volbami, kdy voliči v předvolebních průzkumech projevovali nesouhlas s agendou Obamy. Prezidentovu politiku schvalovalo poslední rok před volbami pouhých 42 % občanů. Prezident se tak dostal do pozice tzv. chromé kachny, kdy měl na poslední dva roky mandátu svázané ruce. Záleželo tak na jeho schopnosti nalézat shodu s opozicí ovládající Kongres, u jím navrhovaných zákonů.